# Lyn Fotball
A Lyn Fotball egy norvég labdarúgócsapat, amely jelenleg a harmadosztályban szerepel. A klubot 1896. március 3-án alapították, a norvég fővárosban, Osloban. A klub színei a piros és a kék, a csapat hazai pályán a Bislett Stadionban játszik. A klub 1937 és 2009 között nagyrészt az első osztályban szerepelt. A csapat az 1960-as években élte aranykorát.

## Sikerek
Eliteserien
- Bajnok (2): 1964, 1968
- Ezüstérmes (4): 1937–38, 1963, 1965, 1971

Norvég Kupa
- Győztes (8): 1908, 1909, 1910, 1911, 1945, 1946, 1967, 1968
- Döntős (6): 1923, 1928, 1966, 1970, 1994, 2004

## A nemzetközi kupasorozatokban
| Szezon  | Kupasorozat         | Forduló         | Ellenfél          | Hazai pályán elért eredmény | Idegenben elért eredmény | Összesített eredmény |  |
| ------- | ------------------- | --------------- | ----------------- | --------------------------- | ------------------------ | -------------------- |  |
| 1963–64 | BEK                 | selejtezőkör    | Borussia Dortmund | 2–4                         | 1–3                      | 3–7                  |  |
| 1964–65 | BEK                 | selejtezőkör    | Reipas Lahti      | 3–0                         | 1–2                      | 4–2                  |  |
| 1964–65 | BEK                 | 1. kör          | DWS               | 1–3                         | 0–5                      | 1–8                  |  |
| 1965–66 | BEK                 | selejtezőkör    | Derry City        | 5–3                         | 1–5                      | 6–8                  |  |
| 1967–68 | Vásárvárosok kupája | 1. kör          | Bologna           | 0–0                         | 0–2                      | 0–2                  |  |
| 1968–69 | KEK                 | 1. kör          | Altay             | 4–1                         | 1–3                      | 5–4                  |  |
| 1968–69 | KEK                 | 2. kör          | Norrköping        | 2–0                         | 2–3                      | 4–3                  |  |
| 1968–69 | KEK                 | Negyeddöntő     | Barcelona         | 2–2                         | 2–3                      | 4–5                  |  |
| 1969–70 | BEK                 | 1. kör          | Leeds United      | 0–6                         | 0–10                     | 0–16                 |  |
| 1971–72 | KEK                 | 1. kör          | Sporting CP       | 0–3                         | 0–4                      | 0–7                  |  |
| 1972–73 | UEFA-kupa           | 1. kör          | Tottenham Hotspur | 3–6                         | 0–6                      | 3–12                 |  |
| 2003–04 | UEFA-kupa           | selejtezőkör    | NSÍ Runavík       | 6–0                         | 3–1                      | 9–1                  |  |
| 2003–04 | UEFA-kupa           | 1. kör          | PAÓK              | 0–3                         | 1–0                      | 1–3                  |  |
| 2006–07 | UEFA-kupa           | 1. selejtezőkör | Flora Tallinn     | 1–1                         | 0–0                      | 1–1                  |  |

## Fordítás
Ez a szócikk részben vagy egészben  a   Lyn Fotball című angol Wikipédia-szócikk fordításán alapul.  Az eredeti cikk szerkesztőit annak laptörténete sorolja fel. Ez a jelzés csupán a megfogalmazás eredetét és a szerzői jogokat jelzi, nem szolgál a cikkben szereplő információk forrásmegjelöléseként.

## Külső hivatkozások
- A klub weboldala
- A klub szurkolótáborának weboldala